# Marcellus II
Marcellus II, född Marcello Cervini degli Spannochi 6 maj 1501 i Montepulciano, Toscana, död 1 maj 1555 i Rom, var påve från den 9 april till den 1 maj 1555.

## Biografi
Marcello Cervini var son till Ricardo Cervini, apostolisk skattemästare i Siena. Han begav sig 1523 till Rom för att studera, blev 1534 av Clemens VII utsedd till apostolisk sekreterare, 1538 rådgivare och privatsekreterare åt kardinal Alessandro Farnese, och skaffade sig med tiden ett stort reellt inflytande i kurian samt skolning i Kyrkostatens diplomatiska affärer. 
I augusti 1539 utnämndes Cervini till apostolisk administrator för stiftet Nicastro. Den 19 december samma år upphöjde påve Paulus III honom till kardinalpräst med Santa Croce in Gerusalemme som titelkyrka. Vid sidan av dessa ämbeten hade han administrativa uppdrag i Reggio nell'Emilia och Gubbio samt följde kardinal Farnese på diplomatiska missioner till Karl V och Frans I av Frankrike för att vinna över dem i kampen mot Henrik VIII av England och osmanska riket. År 1540 blev han permanent placerad vid det kejserliga hovet som påvlig legat. År 1545 var han en av tre utsända från Kyrkostaten att representera påven vid Tridentinska mötet som ordförande; de övriga var Giovanni Maria del Monte som sedermera blev påve Julius III samt Reginald Pole. 

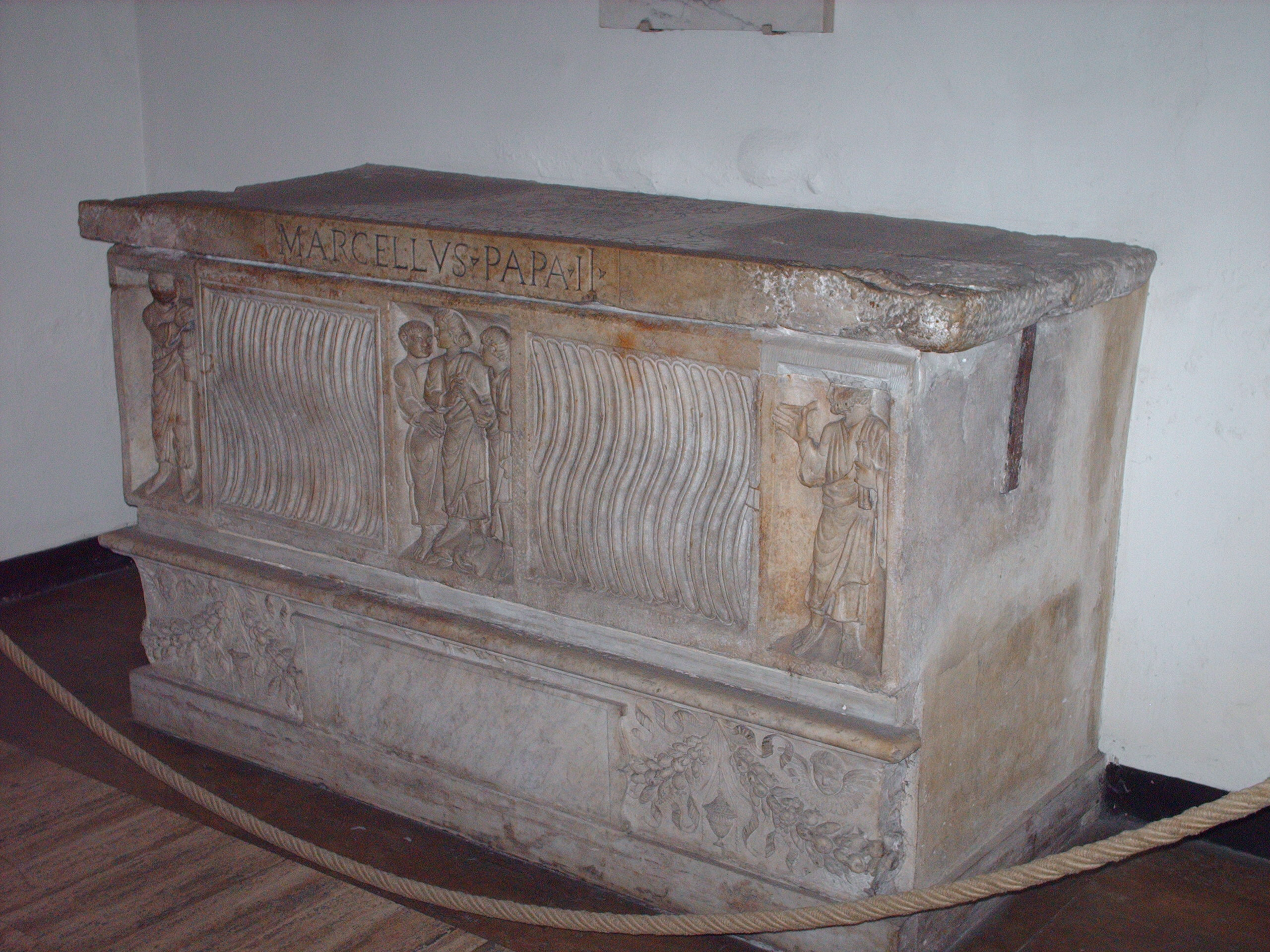
Marcellus II:s grav i Grotte Vaticane.

Han efterträdde Agostino Steuco som Bibliothecæ Apostolicæ Vaticanæ Protector vid Vatikanbiblioteket 1548, under vilket han utökade beståndet med 500 handskrifter och upprättade kataloger. Under Julius III:s pontifikat ersattes Cervini som legat vid Tridentinska mötet av Marcello Crescenzi. När Julius III avled samlades femtiotre kardinaler i en konklav i Rom, och fyra dagar senare kom de överens om att Cervini skulle bli påve. Han biskopsvigdes därför den 10 april 1555, och kröntes till påve samma dag, dock i enkelhet eftersom stunden inföll under fastan. Som påve behöll han sitt förnamn, Marcellus. Efter endast 22 dagar avled han dock, utarbetad, och hann därför inte verkställa de reformer på medeltida grundval av den kyrkliga administrationen som han hade föresatt sig.
Missa Papae Marcelli av Palestrina skrevs postumt till Marcellus ära. 
Marcellus II har fått sitt sista vilorum i Grotte Vaticane under Peterskyrkan.

### Webbkällor
- Catholic Encyclopedia, Volume IX (1910)
- Catholic-Hierarchy
- Marcellus 2 i Nordisk familjebok (andra upplagan, 1912)